# Beneficio antes de intereses e impuestos
En el análisis financiero y en contabilidad el beneficio antes de intereses e impuestos, cuyo acrónimo es BAII, (en inglés: Earnings Before Interest and Taxes, acrónimo EBIT) es un indicador del resultado de explotación de una empresa sin tener en cuenta los intereses y costes financieros, que dependen de la forma en que está financiada la empresa y los tipos de interés y sin tener en cuenta el impuesto sobre sociedades que puede variar entre distintos países. El BAII es una de las magnitudes generalmente facilitada por las empresas en sus estados contables, financieros y de información bursátil y sirve como medida para comparar los resultados empresariales.

## Contexto
En el análisis del resultado de una empresa se parte de los ingresos o ventas de la actividad hasta llegar al beneficio neto de la misma. El beneficio final o neto puede ser descompuesto en distintos pasos o escalones que informan de manera más pormenorizada sobre la actuación de la empresa durante el periodo estudiado. En este análisis el BAII muestra una fase anterior al beneficio neto que informa sobre el resultado de la actividad industrial o comercial después de descontar de los ingresos los distintos consumos y gastos pero sin tener en cuenta la estructura financiera de la entidad ni los impuestos existentes.

## Otras magnitudes
Otras magnitudes relacionadas con el BAII son:
- Estado de resultados
- EBITDA acrónimo inglés de beneficio antes de intereses, impuestos, depreciación y amortizaciones.

## Cuenta de pérdidas y ganancias
- + Ingresos de explotación
- - Gastos de explotación
- = Resultado de explotación (BAII) Beneficios antes de Intereses e Impuestos
- +/- Resultado financiero
- = Beneficio antes de impuesto (BAI) Beneficios antes de Impuestos
- - Impuestos sobre beneficios
- = 'Resultado del ejercicio